# Voyage Data Recorder

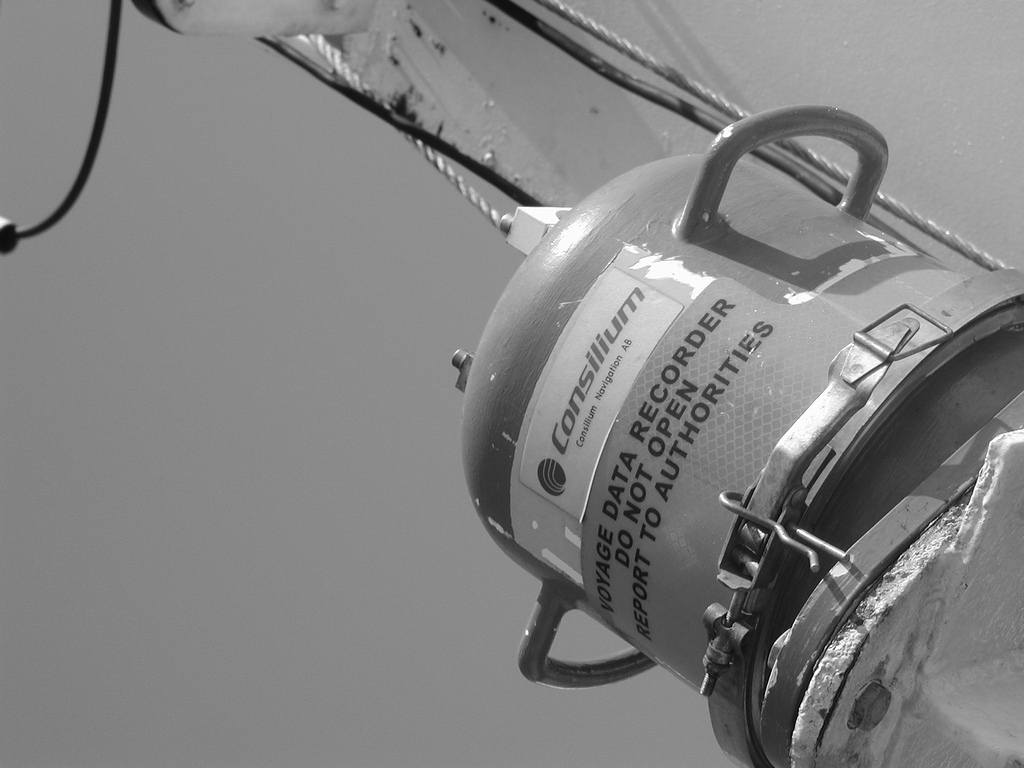
Voyage Data Recorder

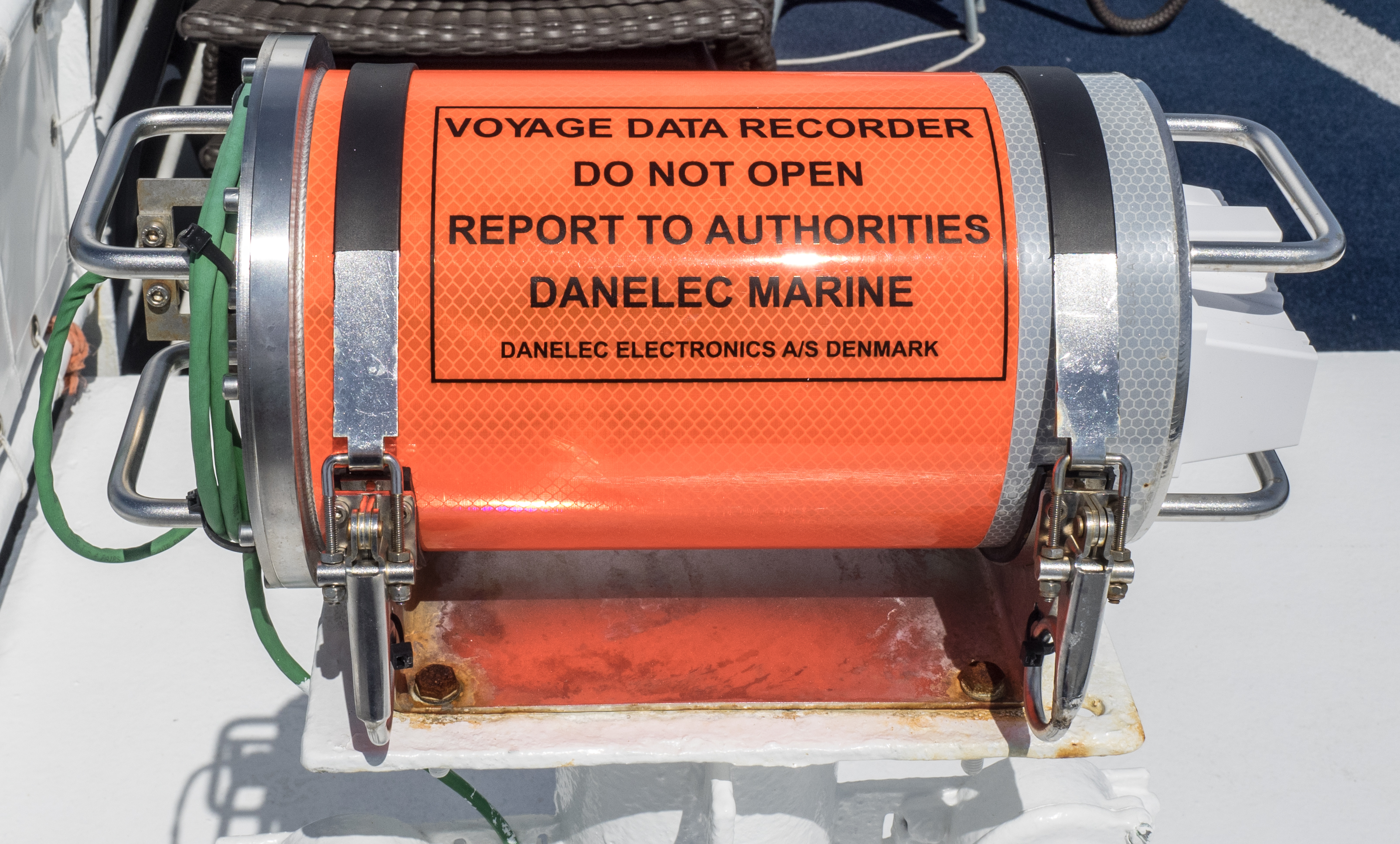
Blackbox (Voyage Data Recorder) auf dem Expeditionsschiff MS Bremen

Der Voyage Data Recorder (VDR, zu deutsch: Schiffsdatenschreiber) sammelt Daten von Sensoren an Bord von Schiffen. Diese werden digitalisiert, komprimiert und auf einem Datenträger in einer extern installierten bergungsfähigen Schutzkapsel gespeichert. Die Schutzkapsel ist ein geprüftes und zugelassenes Bauteil, das den extremen Bedingungen gegen Schock, Aufschlag, Druck und Hitze, die bei einem Schiffsunglück entstehen können, widersteht.
Die Schutzkapsel kann nach einem Schiffsunglück geborgen und die gespeicherten Daten durch Behörden oder Reedereien zur Ursachenuntersuchung abgerufen werden. In Deutschland werden die Geräte durch das Bundesamt für Seeschifffahrt und Hydrographie (BSH) zertifiziert.
Fahrgast- und Frachtschiffe größer als 3.000 BRZ und RoRo-Fähren, die nach dem 1. Juli 2002 gebaut wurden, müssen nach Bestimmungen der International Maritime Organization {IMO-Resolution A.861(20)} mit einem Voyage Data Recorder System ausgestattet sein.

## Daten
Der Voyage Data Recorder speichert je nach Verfügbarkeit folgende Daten::
- Datum und Uhrzeit
- Stimmenaufnahmen und Funktelefongespräche aus der Kommandobrücke
- Daten der Navigationsgeräte: z. B. Bilder des Radars, Schiffsposition und -geschwindigkeit, Kurs
- Kommandos an Ruder, Schiffsturbine und Antrieb, und deren Antworten
- Windgeschwindigkeit und -richtung (Anemometer und Windrichtungsgeber)
- Status von wasserdichten Schotten und Feuerschutztüren
- Daten vom Echolot
- Status der Schiffsklappen
- (ausgelöste) Hauptalarme gemäß IMO
- Status von Hauptmaschine und Rudermaschine
- Beschleunigungsmesser (wenn vorhanden)

VDR-Anlagen werden unterteilt in SVDR (Simplified VDR) und VDR. Beim SVDR müssen alle verfügbaren Daten, welche nach dem NMEA-Standard definiert werden und auf der Brücke vorliegen, angeschlossen werden. Geräte ohne diesen Ausgang brauchen nicht angeschlossen zu werden (Ausnahme: Speed log und Gyro). Normalerweise bei SVDR im NMEA-Format: GPS, Speed log, Anemometer, Kompass, Echolot, AIS. Aber auch RADAR, VHF und auf der Brücke zu installierende Mikrofone müssen angeschlossen werden.

## Ohne Zertifizierung
Datenaufzeichnungsgeräte ohne Zertifizierung werden mitunter Nautical Data Recorder genannt.